# 魏志豪
魏志豪（英語：Derek Ngai Chi-ho，1973年6月2日—），前香港東區區議會康怡選區議員，是新城財經台科技節目《物·玩·潮·人》主持人、香港本地蘋果電腦用家組織「大蘋果眾MACitizen (Mac.UserGroup.HK) 」會長、守護林邊聯盟召集人及公民黨黨員 。

## 早年經歷
魏志豪生於香港。1979年至1982年就讀聖公會約榮小學上午校，1982年至1985年入讀聖公會兆強小學下午校。後於拔萃男書院就讀，他自初中起在學校電腦室首次接觸蘋果公司的麦金塔電腦，開始對其著迷。高中時曾代表香港參與1991年國際數學奧林匹克比賽。中學畢業後入讀香港中文大學計算機科學。大學畢業後加入蘋果公司工作，其後創辦香港本地蘋果電腦用家社群組織「大蘋果眾MACitizen (Mac.UserGroup.HK) 」，亦獲香港傳媒邀請撰寫有關科技行業新聞和消費電子產品的專欄，並主持新城電台節目科技《物·玩·潮·人 （页面存档备份，存于）》。

## 從政生涯
魏志豪於接受獨媒訪問時曾經提到自己一度幾乎加入了親中派政黨，又曾投票予工聯會陳婉嫻、葉劉淑儀及民建聯的曾鈺成 ，至2008年認識當時競選資訊科技界立法會議員的莫乃光，才對民主派改觀及認識親中派的惡行。
2019年，他擔任公民黨在康怡花園的地區發展主任及守護林邊聯盟召集人。同年10月8日，他宣布參與2019年香港區議會選舉，競逐康怡選區議席，並成功以4,127票當選東區區議員。

## 議會問政

### 政府突取消監警會會議

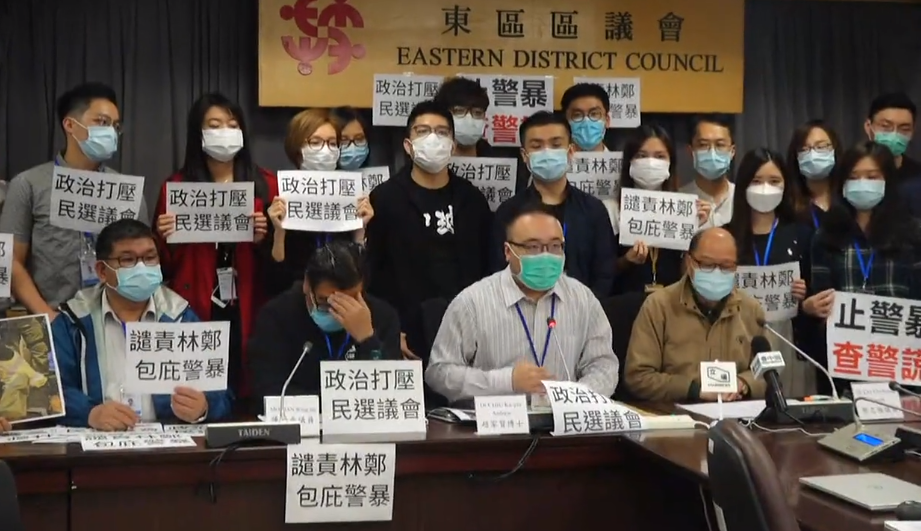
2020年3月10日，東區民主派議員譴責警務處不尊重民選議會 拒派員出席檢警會會議

2020年3月10日，東區區議會原定舉行「檢視警方執法及行動特別委員會」第三次會議，討論多項與反送中運動相關議案，包括要求警方交代8月5日晚上北角衝突中的警力問題、在11月在柴灣發射多次催淚彈的原因、於太古城和西灣河的執法行動等事件。不過民政處在會議當日早上突然向委員會成員發出電郵，稱會議的職權範圍「可能涉及全港性執法事宜」和「收到高層命令」而宣布取消會議。警務處也拒絕派員出席。區議會26名民主派議員批評警權凌駕區議會職能，政府高層打壓區議會。

## 另見
- 黃岳永，被香港傳媒稱為香港頭號蘋果粉絲的香港資訊科技界人士，曾於蘋果公司工作
- 李景輝，香港資訊科技界人士，曾於蘋果公司工作

## 外部連結
- 魏志豪 derek Ngai 網誌
- 魏志豪的Facebook專頁
- 魏志豪的X（前Twitter）
- 魏志豪的領英專頁

| 議會席位      | 議會席位                               | 議會席位    |
| ------------- | -------------------------------------- | ----------- |
| 前任： 梁穎敏 | 東區區議會康怡選區 2020年—2021年7月9日 | 繼任： 懸空 |